# Liste der Baudenkmäler in Lenggries

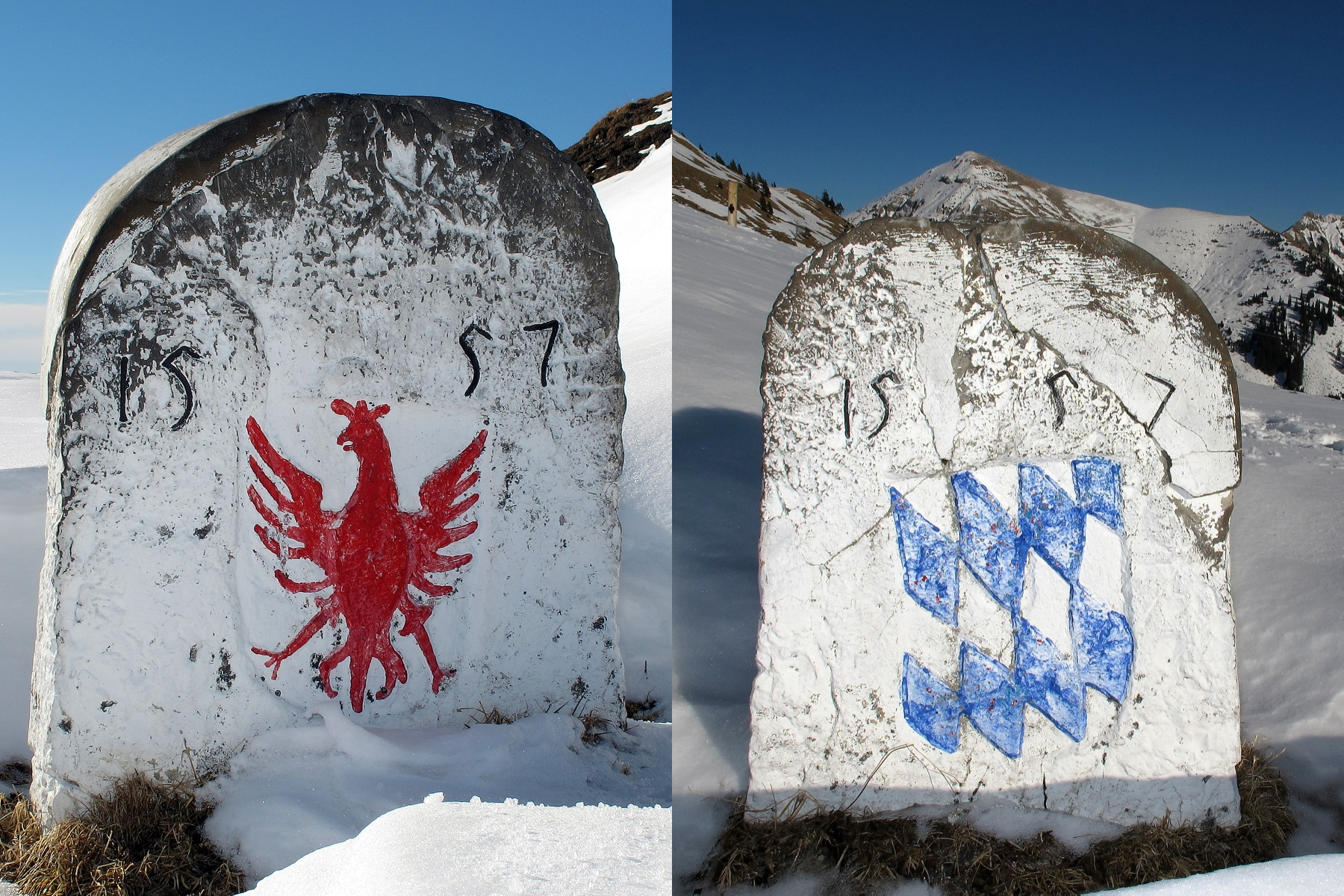
Grenzsteine an der Ländergrenze Bayern-Tirol

Auf dieser Seite sind die Baudenkmäler in der oberbayerischen Gemeinde Lenggries zusammengestellt. Diese Tabelle ist eine Teilliste der Liste der Baudenkmäler in Bayern. Grundlage ist die Bayerische Denkmalliste, die auf Basis des Bayerischen Denkmalschutzgesetzes vom 1. Oktober 1973 erstmals erstellt wurde und seither durch das Bayerische Landesamt für Denkmalpflege geführt wird. Die folgenden Angaben ersetzen nicht die rechtsverbindliche Auskunft der Denkmalschutzbehörde.

## Baudenkmäler nach Ortsteilen

### Lenggries
| Lage                                                              | Objekt                                         | Beschreibung | Akten-Nr.               | Bild                        |
| ----------------------------------------------------------------- | ---------------------------------------------- | --- | ----------------------- | --------------------------- |
| Am Gries 2 (Standort)                                             | Kleinhaus                                      | Flachsatteldachbau mit Blockbau-Obergeschoss, zweiseitiger Laube und verschaltem Vordach, 2. Hälfte 17. Jahrhundert. | D-1-73-135-1            | Kleinhaus                   |
| Am Gries 4 b (Standort)                                           | Kleinhaus                                      | Flachsatteldachbau mit Blockbau-Obergeschoss, zweiseitiger Laube, verschaltem Vordach und traufseitigem Hauskreuz, bezeichnet 1739, Kruzifix Anfang 17. Jahrhundert. | D-1-73-135-2            | Kleinhaus                   |
| Bachmairgasse 4 (Standort)                                        | Ehemaliges Kleinbauernhaus                     | Flachsatteldachbau mit Blockbau-Obergeschoss, umlaufender Laube und teilverschalter Giebellaube, 1. Hälfte 18. Jahrhundert, Dachaufbau später. | D-1-73-135-3            | Ehemaliges Kleinbauernhaus  |
| Bachmairgasse 5 (Standort)                                        | Ehemaliges Bauernhaus                          | Flachsatteldachbau mit Blockbau-Obergeschoss, umlaufender Laube und verschaltem Vordach, 1. Hälfte 18. Jahrhundert. | D-1-73-135-4            | Ehemaliges Bauernhaus       |
| Bachmairgasse 12 a; 12 b; 12 c; 12 d; 12 e; 12 g; 12 h (Standort) | Mehrfamilienhaus                               | Ehemalige Herberge und Achtfachhaus, breit gelagerter Flachsatteldachbau mit teils verschaltem Blockbau-Obergeschoss, Lauben und verschalten Vordächern, im Kern 17. Jahrhundert. | D-1-73-135-6            | Mehrfamilienhaus            |
| Bahnhofplatz 1 (Standort)                                         | ehemaliges Postamt, jetzt Gemeindebücherei     | Zweigeschossiger heimatstiliger Flachsatteldachbau mit spitzbogigen Durchgängen, Giebelbild und Laube, Robert Vorhoelzer, Karl Kergl, 1924. | D-1-73-135-33           | weitere Bilder              |
| Bahnhofplatz 2 (Standort)                                         | Bahnhofsgebäude                                | Zweigeschossiger Flachsatteldachbau mit Steherker, erdgeschossigem Flachsatteldach-Nordflügel, Arkaden an Erd- sowie Obergeschoss und obergeschossig verschaltem Süd-Anbau mit Balkons, von Georg Buchner, um 1923/24.                                                                                   | D-1-73-135-7            | Bahnhofsgebäude             |
| Gaißacher Straße 4 (Standort)                                     | Ehemaliges Kleinbauernhaus                     | Flachsatteldachbau mit teils verbrettertem Blockbau-Obergeschoss und Lauben, 18. Jahrhundert. | D-1-73-135-9            | Ehemaliges Kleinbauernhaus  |
| Gaißacher Straße 13 (Standort)                                    | Ehemaliges Bauernhaus                          | Wohnteil eines ehemaligen Bauernhauses, Flachsatteldachbau mit geschlämmtem Blockbau-Obergeschoss, Vorbau, zweiseitiger Laube und verschaltem Vordach, Kern 18. Jahrhundert. | D-1-73-135-10           | Ehemaliges Bauernhaus       |
| Gebhartgasse 22 (Standort)                                        | Bauernhaus                                     | Breit gelagerter Flachsatteldachbau mit Blockbau-Obergeschoss, umlaufender Laube und verschalter Giebellaube, 2. Hälfte 18. Jahrhundert, Brüstungen in Laubsägearbeit 2. Hälfte 19. Jahrhundert. | D-1-73-135-11           | Bauernhaus                  |
| Gebhartgasse 26 a; 26 b (Standort)                                | Platscherer                                    | Doppelhaus, breit gelagerter Flachsatteldachbau teils mit verputztem Blockbau-Obergeschoss, zweiseitiger Laube und verschaltem Vordach, im Kern 1. Hälfte 18. Jahrhundert. | D-1-73-135-12           | Platscherer                 |
| Herwarthstraße 14 (Standort)                                      | Ehemaliges Bauernhaus                          | Flachsatteldachbau mit Blockbau-Obergeschoss, Laube und teilverschalter Giebellaube, 2. Hälfte 17. Jahrhundert. | D-1-73-135-14           | Ehemaliges Bauernhaus       |
| Herwarthstraße 16 a; 16 b (Standort)                              | Holzerfranzl                                   | Ehemaliges Bauernhaus, Flachsatteldachbau mit Blockbau-Obergeschoss, umlaufender Laube und teilverschalter Giebellaube, 2. Viertel 18. Jahrhundert. | D-1-73-135-15           | Holzerfranzl                |
| Herwarthstraße 22 a (Standort)                                    | Ehemaliges Flößerhaus                          | Zweigeschossiger Blockbau mit umlaufender Laube und verschaltem Vordach, bezeichnet 1646, restauriert. | D-1-73-135-16           | Ehemaliges Flößerhaus       |
| Herwarthstraße 26 (Standort)                                      | Ehemaliges Bauernhaus                          | Wohnteil wohl eines ehemaligen Bauernhauses, Flachsatteldachbau mit Blockbau-Obergeschoss, umlaufender Laube und teilverschalter Giebellaube, im Kern 2. Hälfte 18. Jahrhundert. | D-1-73-135-17           | Ehemaliges Bauernhaus       |
| In der Burg (Standort)                                            | Ruine Schellenburg                             | Ein etwa 2 Meter langer und 50 cm hoher Grundmauerrest der ehemaligen Höhenburg auf einem Bergsporn über der Isar, mittelalterlich; südwestlich davon Reste eines Hohlweges. | D-1-73-135-38           | weitere Bilder              |
| Isarstraße 13 a (Standort)                                        | Greilinger-Eigner                              | Ehemalige Herberge, schmaler Steildachbau teils mit Blockbau-Obergeschoss, zweiseitiger Laube und teilverschalter Giebellaube, letztes Viertel 18. Jahrhundert, restauriert. | D-1-73-135-18           | Greilinger-Eigner           |
| Isarstraße 13 b (Standort)                                        | Greilinger-Eigner                              | Ehemalige Herberge, schmaler Steildachbau teils mit Blockbau-Obergeschoss, zweiseitiger Laube und teilverschalter Giebellaube, letztes Viertel 18. Jahrhundert, restauriert. | D-1-73-135-18 zugehörig | Greilinger-Eigner           |
| Johann-Probst-Straße 3 (Standort)                                 | Kleinhaus                                      | Flachsatteldachbau mit Blockbau-Obergeschoss, zweiseitiger Laube und verschaltem Vordach, 1. Hälfte 18. Jahrhundert. | D-1-73-135-19           | Kleinhaus                   |
| Kalkofenweg 6 a (Standort)                                        | Kalkofen                                       | Ovaler Feuerraum mit kegelförmigem Abgasschlot und erdgeschossigem Pultdachanbau, 18. Jahrhundert; Kalkgrube, untertägige große Grube, wohl gleichzeitig. | D-1-73-135-20           | weitere Bilder              |
| Karl-Pfund-Weg 5 a (Standort)                                     | Bauernhaus                                     | Wohnteil wohl eines ehemaligen Bauernhauses, Flachsatteldachbau mit Blockbau-Obergeschoss, umlaufender Laube und teilverschalter Giebellaube, 2. Hälfte 18. Jahrhundert. | D-1-73-135-21           | Bauernhaus                  |
| Kirchstraße 4 (Standort)                                          | Katholische Pfarrkirche St. Jakobus der Ältere | Barocker Saalraum mit eingezogenem Chor und westlichem Zwiebelturm, Chor im Kern spätgotisch, Langhaus 1721/22 von Adam Schmidt; mit Ausstattung | D-1-73-135-23 Wikidata  | weitere Bilder              |
| Kirchstraße 4 (Standort)                                          | Friedhofskapelle Maria Hilf                    | Barocker Saalraum mit dreiseitigem Chorschluss, im Kern 14. Jahrhundert, 1745 vergrößert; mit Ausstattung | D-1-73-135-23 zugehörig | weitere Bilder              |
| Kyreinweg 1 (Standort)                                            | Bauernhaus                                     | Wohnteil wohl eines ehemaligen Bauernhauses, zweigeschossiger Flachsatteldachbau mit umlaufender Laube und teilverschalter Giebellaube, Kern Ende 16. Jahrhundert. | D-1-73-135-25           | weitere Bilder              |
| Ludwig-Thoma-Weg 11 (Standort)                                    | Villa                                          | zweigeschossiger Flachsatteldachbau mit eingezogener Ecke, Balkon, Erker, zierbundartigem Freigebälk, Wandgemälde (Erzengel Michael von Anton Babion, 1936) und Terrasse auf kreissegmentförmigem Grundriss; eingeschossige Garage mit Satteldach; von Alois Kranebitter, 1935                           | D-1-73-135-216          | BW                          |
| Marktstraße 1 (Standort)                                          | Oberer Kramer                                  | Wohn- und Geschäftshaus, zweigeschossiger gebrochener Schopfwalmdachbau mit erdgeschossiger Putzgliederung, Anfang 19. Jahrhundert. | D-1-73-135-26           | Oberer Kramer               |
| Marktstraße 3 (Standort)                                          | Ehemaliger Gasthof zur Post                    | Dreigeschossiger putzgegliederter Schopfwalmdachbau mit Giebellaube, im Kern frühes 19. Jahrhundert, Umbauten um 1890 und um 1910; zweigeschossiger Wirtschaftsteil mit Flachsatteldach und holzverschaltem Obergeschoss, im Kern Mitte 19. Jahrhundert, Umbau um 1890, Einbau des Bühnenhauses um 1910. | D-1-73-135-27           | Ehemaliger Gasthof zur Post |
| Marktstraße 4 (Standort)                                          | Bäckerpauli                                    | Wohl ehemaliges Bauernhaus, jetzt Wohnhaus mit Laden, Flachsatteldachbau mit geschlämmtem Blockbau-Obergeschoss, umlaufender Laube und Balkon am verbretterten Giebel, 18. Jahrhundert, eingelassenen Heiligenbildern bezeichnet 1692, Ladenstock und Haustür Mitte 19. Jahrhundert.                     | D-1-73-135-28           | Bäckerpauli                 |
| Marktstraße 7 (Standort)                                          | Poller                                         | Wohl ehemaliges Bauernhaus, jetzt Wohn- und Geschäftshaus, Flachsatteldachbau mit Blockbau-Obergeschoss, umlaufender Laube und verschaltem Vordach, Kern 2. Hälfte 17. Jahrhundert. | D-1-73-135-29           | Poller                      |
| Marktstraße 13 (Standort)                                         | Gasthof Altwirt                                | Zweigeschossiger breit gelagerter Flachsatteldachbau mit Giebelbalkon und Fassadenmalerei, im Kern wohl 17. Jahrhundert und 19. Jahrhundert. | D-1-73-135-31           | Gasthof Altwirt             |
| Rathausplatz 1 (Standort)                                         | Rathaus                                        | Dreigeschossiger putzgegliederter Flachsatteldachbau in Ecklage mit erdgeschossigem Laubengang und mittigem Polygonalerker, im Kern 1881. | D-1-73-135-32           | weitere Bilder              |
| Wernhergasse 2 (Standort)                                         | Bauernhaus                                     | Wohnteil eines Bauernhauses, Flachsatteldachbau mit Blockbau-Obergeschoss über massivem putzgegliedertem Erdgeschoss mit Laube und teilverschalter Giebellaube, 2. Hälfte 18. Jahrhundert. | D-1-73-135-34           | Bauernhaus                  |
| Wernhergasse 6 (Standort)                                         | Bauernhaus                                     | Flachsatteldachbau mit Blockbau-Obergeschoss, umlaufender Bretterlaube und verschaltem Vordach, bezeichnet 1750. | D-1-73-135-35           | Bauernhaus                  |
| Wernhergasse 8 (Standort)                                         | Ehemaliges Kleinbauernhaus                     | Flachsatteldachbau mit Blockbau-Obergeschoss, zweiseitiger Laube und verschaltem Vordach, 18. Jahrhundert. | D-1-73-135-36           | Ehemaliges Kleinbauernhaus  |

### Anger
| Lage                              | Objekt                       | Beschreibung | Akten-Nr.      | Bild                         |
| --------------------------------- | ---------------------------- | --- | -------------- | ---------------------------- |
| Grasleitenweg 3 (Standort)        | Ehemaliges Kleinbauernhaus   | Teilweise zweigeschossiger Blockbau mit Flachsatteldach, Massivteilen, zweiseitiger Laube und verschaltem Vordach, 17. Jahrhundert.                                                                            | D-1-73-135-40  | weitere Bilder               |
| Grasleitenweg 5 (Standort)        | Ehemaliges Bauernhaus        | Satteldachbau teils mit Blockbau-Obergeschoss, zweiseitiger Laube, verschaltem Kniestock, Massivteilen und Giebelbalkon, 18. Jahrhundert, Dachaufbau später.                                                   | D-1-73-135-41  | Ehemaliges Bauernhaus        |
| Grasleitenweg 12 (Standort)       | Ehemaliges Kleinbauernhaus   | Blockbau mit obergeschossiger verschalter Ständerkonstruktion, Flachsatteldach, massivem Altenteilanbau und Lauben, 18. Jahrhundert, Anbau 19. Jahrhundert.                                                    | D-1-73-135-42  | weitere Bilder               |
| Grasleitenweg 14 (Standort)       | Wegkreuz                     | Gefasster barocker Holzcorpus unter Wettermantel, wohl 18. Jahrhundert, Kreuz bezeichnet 1854. | D-1-73-135-149 | Wegkreuz                     |
| Grasleitenweg 15 (Standort)       | Wandbilder                   | Zwei erdgeschossige Fresken am Wohnteil des ehemaligen Kleinbauernhauses, Anfang 19. Jahrhundert. | D-1-73-135-43  | Wandbilder                   |
| Grasleitenweg 28 (Standort)       | Beim Bichäschuster           | Flößerhaus, Wohnteil eines ehemaligen Kleinbauernhauses, Flachsatteldachbau mit Blockbau-Obergeschoss, zweiseitiger Laube und verschaltem Vordach, im Kern 18. Jahrhundert, Erweiterung Mitte 19. Jahrhundert. | D-1-73-135-44  | Beim Bichäschuster           |
| Kampenweg 2 (Standort)            | Beim Herter                  | Kleinbauernhaus, Flachsatteldachbau teils mit Blockbau-Obergeschoss, zweiseitiger Laube und teilverschalter Giebellaube, im Kern 1. Hälfte 18. Jahrhundert.                                                    | D-1-73-135-46  | Beim Herter                  |
| Kampenweg 6 (Standort)            | Beim Ochsen                  | Ehemaliges Bauernhaus, teils zweigeschossiger Blockbau mit zweiseitiger Laube, Massivteilen und verschaltem Vordach, 18. Jahrhundert.                                                                          | D-1-73-135-47  | Beim Ochsen                  |
| Kampenweg 11 (Standort)           | Isarwinkler Kleinbauernhaus  | Flachsatteldachbau mit Blockbau-Obergeschoss, teilweise verschalter umlaufender Laube und verschaltem Vordach, 1. Hälfte 17. Jahrhundert.                                                                      | D-1-73-135-48  | weitere Bilder               |
| Mühlgasse 16 (Standort)           | Beim Martinmüller            | Ehemaliges Bauernhaus, Satteldachbau mit Blockbau-Obergeschoss, umlaufender Laube, hohem verbrettertem Kniestock und Giebel mit Balkon, 18. Jahrhundert, Dachaufbau später.                                    | D-1-73-135-51  | Beim Martinmüller            |
| Nähe Sylvensteinstraße (Standort) | Wegkreuz                     | Geschnitztes Holzkreuz mit Wettermantel und gefasstem Corpus in neubarocken Formen, bezeichnet 1928; an der Einmündung des Wieswegs.                                                                           | D-1-73-135-151 | Wegkreuz                     |
| Seekarstraße 39 (Standort)        | Kleinbauernhaus              | Flachsatteldachbau mit Blockbau-Obergeschoss, umlaufender Laube und teilverschalter Giebellaube, Kern 1. Hälfte 18. Jahrhundert, erneuert.                                                                     | D-1-73-135-45  | Kleinbauernhaus              |
| Sylvensteinstraße 5 (Standort)    | Ehemaliges Kleinbauernhaus   | Flachsatteldachbau teils mit erneuertem Blockbau-Obergeschoss, umlaufender Laube und verschaltem Vordach, Kern 18. Jahrhundert.                                                                                | D-1-73-135-52  | Ehemaliges Kleinbauernhaus   |
| Sylvensteinstraße 12 (Standort)   | Ehemaliges Bauernhaus        | Teilweise zweigeschossiger übertünchter Blockbau mit asymmetrischem Flachsatteldach, zweiseitiger Laube, Massivteilen und teilverschalter Giebellaube, Kern 1. Hälfte 18. Jahrhundert.                         | D-1-73-135-150 | Ehemaliges Bauernhaus        |
| Sylvensteinstraße 17 (Standort)   | Kleinbauernhaus              | Flachsatteldachbau mit Blockbau-Obergeschoss, umlaufender Laube und verschaltem Vordach, 1. Hälfte 18. Jahrhundert.                                                                                            | D-1-73-135-53  | Kleinbauernhaus              |
| Sylvensteinstraße 36 (Standort)   | Ehemaliges Kleinbauernhaus   | Flachsatteldachbau teils mit Blockbau-Obergeschoss, Kniestock, zweiseitiger Laube und teilverschalter Giebellaube, 2. Hälfte 18. Jahrhundert, Dachaufbau später.                                               | D-1-73-135-54  | Ehemaliges Kleinbauernhaus   |
| Sylvensteinstraße 37 (Standort)   | Bauernhaus, Beim Bachkistler | Flachsatteldachbau mit Blockbau-Obergeschoss, umlaufender Laube, teilverschalter Giebellaube und geschnitzten Balkenköpfen, Kern 1. Hälfte 18. und 19. Jahrhundert.                                            | D-1-73-135-55  | Bauernhaus, Beim Bachkistler |
| Wiesweg 6; Wiesweg 6 a (Standort) | Beim Wastler                 | Ehemaliges Kleinbauernhaus, Flachsatteldachbau mit Blockbau-Obergeschoss, zweiseitiger Laube und verschaltem Vordach, 2. Hälfte 17. Jahrhundert.                                                               | D-1-73-135-56  | Beim Wastler                 |
| Wiesweg 7 (Standort)              | Beim Schustergeiger          | Ehemaliges Bauernhaus, Flachsatteldachbau mit Blockbau-Obergeschoss, umlaufender Laube und teilverschalter Giebellaube, bezeichnet 1790.                                                                       | D-1-73-135-57  | Beim Schustergeiger          |
| Wiesweg 26 (Standort)             | Lourdeskapelle               | Putzgegliederter Satteldachbau mit Zwiebel-Dachreiter, wohl 1. Hälfte 17. Jahrhundert, seit 1908 mit Lourdesgrotte.                                                                                            | D-1-73-135-58  | weitere Bilder               |

### Bairahof
| Lage                   | Objekt                     | Beschreibung | Akten-Nr.     | Bild                       |
| ---------------------- | -------------------------- | --- | ------------- | -------------------------- |
| Bairahöfe 3 (Standort) | Ehemaliges Kleinbauernhaus | Flachsatteldachbau mit Blockbau-Obergeschoss, Laube und teilverschalter Giebellaube, Mitte 17. Jahrhundert, restauriert.                                                     | D-1-73-135-59 | Ehemaliges Kleinbauernhaus |
| Bairahöfe 5 (Standort) | Bauernhaus                 | Wohnteil eines Bauernhauses, Satteldachbau mit Blockbau-Obergeschoss, umlaufender Laube und verschaltem Vordach, noch 1. Hälfte 17. Jahrhundert, Dachaufbau 19. Jahrhundert. | D-1-73-135-60 | Bauernhaus                 |
| Bairahöfe 7 (Standort) | Bauernhaus                 | Flachsatteldachbau mit Blockbau-Obergeschoss, umlaufender Balusterlaube und teilverschalter Giebellaube, bezeichnet 1781.                                                    | D-1-73-135-61 | Bauernhaus                 |
| Bairahöfe 9 (Standort) | Bauernhaus                 | Flachsatteldachbau mit Blockbau-Obergeschoss, zweiseitiger Laube und teilverschalter Giebellaube, 18. Jahrhundert, restauriert.                                              | D-1-73-135-62 | Bauernhaus                 |

### Ertlhöfe
| Lage                                  | Objekt                     | Beschreibung | Akten-Nr.     | Bild                   |
| ------------------------------------- | -------------------------- | --- | ------------- | ---------------------- |
| Ertlhöfe 6 (Standort)                 | Ehemaliges Kleinbauernhaus | Flachsatteldachbau mit Blockbau-Obergeschoss, umlaufender Laube und teilverschalter Giebellaube, Mitte 18. Jahrhundert.                                                             | D-1-73-135-64 | weitere Bilder         |
| Ertlhöfe 13; Ertlhöfe 13 a (Standort) | Isarwinkler Bauernhaus     | Flachsatteldachbau mit Blockbau-Obergeschoss, umlaufender Laube, teilverschalter Giebellaube, erdgeschossigen Freskenmedaillons und Traufbundwerk, letztes Viertel 18. Jahrhundert. | D-1-73-135-65 | Isarwinkler Bauernhaus |
| In Ertlhöfe (Standort)                | Kapelle                    | Halbrund geschlossener Satteldachbau mit Zwiebel-Dachreiter, wohl 3. Viertel 18. Jahrhundert; mit Ausstattung.                                                                      | D-1-73-135-63 | weitere Bilder         |

### Fall
| Lage                                 | Objekt                           | Beschreibung | Akten-Nr.               | Bild           |
| ------------------------------------ | -------------------------------- | --- | ----------------------- | -------------- |
| Ludwig-Ganghofer-Straße 2 (Standort) | Katholische Kirche Maria Königin | Nachkriegsmoderner Saalbau mit scharschindelgedecktem Walmdach und Spitzhelm-Dachreiter, von Paul Kranendick, 1958; mit historischer Ausstattung | D-1-73-135-152 Wikidata | weitere Bilder |

### Fleck
| Lage                | Objekt           | Beschreibung | Akten-Nr.     | Bild           |
| ------------------- | ---------------- | --- | ------------- | -------------- |
| Fleck 9 (Standort)  | Kapelle St. Anna | Saalbau mit Zwiebel-Dachreiter, wohl 18. Jahrhundert, 1942 erweitert und barockisierend umgestaltet; mit Ausstattung | D-1-73-135-66 | weitere Bilder |
| Fleck 17 (Standort) | Kleinhaus        | Zweigeschossiger Flachsatteldachbau mit zweiseitiger Laube und verbrettertem Giebel, 2. Hälfte 18. Jahrhundert.      | D-1-73-135-67 | Kleinhaus      |

### Gilgenhöfe
| Lage                         | Objekt          | Beschreibung | Akten-Nr.      | Bild            |
| ---------------------------- | --------------- | --- | -------------- | --------------- |
| Bergbahnstraße 15 (Standort) | Austragshaus    | Ehemaliges Zuhaus, kleiner verputzter Mischmauerwerkbau über talseitig freiliegendem Untergeschoss mit Flachsatteldach, traufseitiger Laube und verbretterten Giebeln, wohl frühes 19. Jahrhundert.                      | D-1-73-135-153 | weitere Bilder  |
| Gilgenhöfe 3 (Standort)      | Beim Housen     | Wohnteil eines Bauernhauses, Flachsatteldachbau mit Blockbau-Obergeschoss, Kniestock und umlaufender Laube, Mitte 17. Jahrhundert, Dachaufbau später.                                                                    | D-1-73-135-68  | weitere Bilder  |
| Gilgenhöfe 8 (Standort)      | Beim Schuler    | Wohnteil eines ehemaligen Bauernhauses, Flachsatteldachbau mit Blockbau-Obergeschoss, umlaufender Laube und teilverschalter Giebellaube, noch 1. Hälfte 17. Jahrhundert.                                                 | D-1-73-135-69  | Beim Schuler    |
| Gilgenhöfe 16a (Standort)    | Beim Fuhrreiser | Wohnteil eines ehemaligen Bauernhauses, zweigeschossiger Blockbau mit Flachsatteldach, Massivbauteilen, umlaufender Laube und teilverschalter Giebellaube, um 1660/70, 1985 aus Anger, Gemeinde Lenggries, transloziert. | D-1-73-135-154 | Beim Fuhrreiser |
| Gilgenhöfe 26 (Standort)     | Beim Grasmüller | Bauernhaus, Flachsatteldachbau mit verputztem Blockbau-Obergeschoss, umlaufender Laube, verschalter Giebellaube und südseitigem Traufbundwerk, 2. Hälfte 18. Jahrhundert.                                                | D-1-73-135-71  | weitere Bilder  |
| Gilgenhöfe 26 a (Standort)   | Kleinhaus       | Zweigeschossiger Steildachbau mit teilverschalter Giebellaube und zwei Medaillonfresken, Anfang 19. Jahrhundert. | D-1-73-135-72  | Kleinhaus       |

### Graben
| Lage                               | Objekt                   | Beschreibung | Akten-Nr.      | Bild                     |
| ---------------------------------- | ------------------------ | --- | -------------- | ------------------------ |
| Ahornau 14 (Standort)              | Kleinbauernhaus „Berat“  | Ehemaliges Kleinbauernhaus, teils zweigeschossiger Blockbau mit Flachsatteldach, Massivteilen, umlaufender Laube und teilverschalter Giebellaube, Kern 17./18. Jahrhundert. | D-1-73-135-74  | Kleinbauernhaus „Berat“  |
| Ahornau 18 (Standort)              | Kleinbauernhaus „Judith“ | Flachsatteldachbau wohl mit verputztem Blockbau-Obergeschoss, zweiseitiger Laube und verschaltem Vordach, Kern Mitte 17. Jahrhundert.                                       | D-1-73-135-75  | Kleinbauernhaus „Judith“ |
| Von Graben nach Ahornau (Standort) | Wegkreuz                 | Großes barockes Holzkreuz mit gefasstem Corpus und Mater Dolorosa, um 1700, an der Straße nach Wegscheid.                                                                   | D-1-73-135-155 | Wegkreuz                 |

### Hohenburg
| Lage                   | Objekt                | Beschreibung | Akten-Nr.     | Bild           |
| ---------------------- | --------------------- | --- | ------------- | -------------- |
| Hohenburg 1 (Standort) | Burgruine Hohenburg   | Etwa drei Meter hoher nach innen vier Meter tiefer Turmstumpf mit Kreuzgewölberesten, weitere Mauerzüge zwischen 0,1 und 2 Metern Höhe, wohl 12./13. Jahrhundert. | D-1-73-135-37 | weitere Bilder |
| Hohenburg 1 (Standort) | Kapelle St. Dionysius | Dreiseitig geschlossener barocker Saalbau mit Zwiebel-Dachreiter, geweiht 1693; mit Ausstattung | D-1-73-135-78 | weitere Bilder |
| Hohenburg 3 (Standort) | Schloss Hohenburg     | Dreigeschossiger barocker Baukörper mit Mezzanin, seitlichen um ein Mezzanin erhöhten Walmdach-Eckrisaliten und hofseitigem Mittelrisalit mit Glockenturm, 1712–18, mit älterem Kern im Nordflügel, um 1836 verändert; katholische Schlosskapelle St. Johannes der Täufer, kleiner barocker Rechteckbau, 1722; mit Ausstattung | D-1-73-135-79 | weitere Bilder |

### Kalvarienberg
| Lage                       | Objekt               | Beschreibung | Akten-Nr.               | Bild           |
| -------------------------- | -------------------- | --- | ----------------------- | -------------- |
| Kalvarienberg 1 (Standort) | Kalvarienberg-Anlage | Umfangreicher Komplex mit steilem Westzugang, 1694 vom Hohenburger Schlossherrn gestiftet. Kreuzigungsgruppe, monumentale freistehende Gruppe aus gefassten Kupferfiguren, 1703, Kruzifix modern; Ummauerung, Mauerring mit 14 Kreuzwegstationen, 1861; Treppenanlage, symmetrische Hangtreppe, 18. Jahrhundert, unterste Stiege bezeichnet 1778; Stationskapellen, fünf Satteldachhäuschen auf Treppenpodesten, um 1694; mit Ausstattung. | D-1-73-135-83           | weitere Bilder |
| Kalvarienberg 1 (Standort) | Kreuzkapelle         | Barocker Saalraum mit eingezogenem kreuzförmigem Chor und westlicher Heiliger Stiege, 1726; mit Ausstattung | D-1-73-135-83 zugehörig | weitere Bilder |
| Kalvarienberg 1 (Standort) | Heilig-Grab-Kapelle  | Saalbau mit tonnengewölbtem Chor und nordwestlich angebautem Armen-Seelen-Kerker, 1698; mit Ausstattung | D-1-73-135-83 zugehörig | weitere Bilder |
| Kalvarienberg 1 (Standort) | Benefiziatenhaus     | Zweigeschossiger Walmdachbau mit Dachreiter, um 1865 | D-1-73-135-83 zugehörig | weitere Bilder |

### Luitpolderhöfe
| Lage                        | Objekt     | Beschreibung | Akten-Nr.     | Bild       |
| --------------------------- | ---------- | --- | ------------- | ---------- |
| Luitpolderhöfe 1 (Standort) | Bildstock  | Putzgegliederte Ädikula mit vergitterter Bildnische, 19. Jahrhundert.                                                        | D-1-73-135-88 | Bildstock  |
| Luitpolderhöfe 3 (Standort) | Bauernhaus | Flachsatteldachbau mit Blockbau-Obergeschoss, giebelseitiger Laube und verschaltem Vordach, letztes Drittel 18. Jahrhundert. | D-1-73-135-89 | Bauernhaus |

### Mühlbach
| Lage                   | Objekt                 | Beschreibung | Akten-Nr.               | Bild                   |
| ---------------------- | ---------------------- | --- | ----------------------- | ---------------------- |
| In Mühlbach (Standort) | Wegkreuz               | Barocker ungefasster Holzcorpus unter vergittertem Wettermantel, 17./18. Jahrhundert.                                                                              | D-1-73-135-156          | Wegkreuz               |
| Mühlbach 4 (Standort)  | Bauernhaus             | Wohnteil eines Bauernhauses, Flachsatteldachbau mit Blockbau-Obergeschoss, umlaufender Laube und verschaltem Vordach, bezeichnet 1745.                             | D-1-73-135-91           | Bauernhaus             |
| Mühlbach 10 (Standort) | Kleinbauernhaus        | Wohnteil eines ehemaligen Kleinbauernhauses, Flachsatteldachbau mit Blockbau-Obergeschoss, zweiseitiger Laube und verschaltem Vordach, 18. Jahrhundert.            | D-1-73-135-92           | Kleinbauernhaus        |
| Mühlbach 11 (Standort) | Ehemaliges Bauernhaus  | Flachsatteldachbau mit Blockbau-Obergeschoss, zweiseitiger Laube, verschaltem Vordach und Traufbundwerk, Kern 1. Hälfte 17. Jahrhundert, Bundwerk 18. Jahrhundert. | D-1-73-135-93           | weitere Bilder         |
| Mühlbach 12 (Standort) | Isarwinkler Bauernhaus | Flachsatteldachbau mit Blockbau-Obergeschoss, umlaufender Laube und verschaltem Vordach, 1. Hälfte 18. Jahrhundert.                                                | D-1-73-135-94           | weitere Bilder         |
| Mühlbach 19 (Standort) | Bauernhaus             | Flachsatteldachbau mit seitlich verschaltem Blockbau-Obergeschoss, umlaufender Laube und teilverschalter Giebellaube, bezeichnet 1730, Dachaufbau später.          | D-1-73-135-95           | Bauernhaus             |
| Mühlbach 20 (Standort) | Bauernhaus             | Wohnteil eines Bauernhauses, Flachsatteldachbau mit Blockbau-Obergeschoss, umlaufender Laube, teilverschalter Giebellaube und Glockenstuhl, um 1785.               | D-1-73-135-96           | weitere Bilder         |
| Mühlbach 30 (Standort) | Isarwinkler Bauernhaus | Flachsatteldachbau mit Blockbau-Obergeschoss, umlaufender Laube, teilverschalter Giebellaube, Glockenstuhl und Traufbundwerk, bezeichnet 1783; mit Ausstattung.    | D-1-73-135-97           | Isarwinkler Bauernhaus |
| Mühlbach 32 (Standort) | Bauernhaus             | Wohnteil eines Bauernhauses, Flachsatteldachbau mit Blockbau-Obergeschoss, umlaufender Laube und teilverschalter Giebellaube, 2. Hälfte 18. Jahrhundert;           | D-1-73-135-98           | weitere Bilder         |
| Mühlbach 32 (Standort) | Zuhaus                 | Zuhaus, Flachsatteldachbau mit Blockbau-Obergeschoss, umlaufender Laube und teilverschalter Giebellaube, 18. Jahrhundert.                                          | D-1-73-135-98 zugehörig | Zuhaus                 |

### Rauchenberg
| Lage                     | Objekt                 | Beschreibung | Akten-Nr.      | Bild                   |
| ------------------------ | ---------------------- | --- | -------------- | ---------------------- |
| Rauchenberg 2 (Standort) | Isarwinkler Bauernhaus | Flachsatteldachbau mit Blockbau-Obergeschoss, zweiseitiger Laube und teilverschalter Giebellaube, bezeichnet 1615. | D-1-73-135-101 | Isarwinkler Bauernhaus |
| Rauchenberg 6 (Standort) | Hofkapelle             | Satteldachbau mit Zwiebel-Dachreiter, bezeichnet 1846; mit Ausstattung                                             | D-1-73-135-100 | weitere Bilder         |

### Rieschenhöfe
| Lage                       | Objekt     | Beschreibung | Akten-Nr.      | Bild       |
| -------------------------- | ---------- | --- | -------------- | ---------- |
| Rieschenhöfe 6 (Standort)  | Bauernhaus | Wohnteil eines ehemaligen Bauernhauses, Flachsatteldachbau mit Blockbau-Obergeschoss, umlaufender Laube und teilverschalter Giebellaube, 1. Hälfte 18. Jahrhundert, Dach später. | D-1-73-135-102 | Bauernhaus |
| Rieschenhöfe 11 (Standort) | Bauernhaus | Flachsatteldachbau mit Blockbau-Obergeschoss, umlaufender Laube, teilverschalter Giebellaube und Glockenstuhl, Kern 1. Hälfte 17. Jahrhundert, Dachaufbau später.                | D-1-73-135-103 | Bauernhaus |
| Rieschenhöfe 17 (Standort) | Wegkreuz   | Gefasstes Holzkruzifix unter Wettermantel, 18. Jahrhundert. | D-1-73-135-157 | Wegkreuz   |
| Rieschenhöfe 17 (Standort) | Bauernhaus | Zweigeschossiger fassadenbemalter Preisdachbau mit zweiseitiger Laube, teilverschalter Giebellaube, vier Fresken und südseitigem Traufbundwerk, 1. Drittel 19. Jahrhundert.      | D-1-73-135-104 | Bauernhaus |

### Schlegldorf
| Lage                          | Objekt                | Beschreibung | Akten-Nr.      | Bild            |
| ----------------------------- | --------------------- | --- | -------------- | --------------- |
| Am unteren Gries 1 (Standort) | Bauernhaus            | Wohnteil eines ehemaligen Bauernhauses, Flachsatteldachbau mit Blockbau-Obergeschoss, zweiseitiger Laube und teilverschalter Giebellaube, 18. Jahrhundert, Dach erneuert.                           | D-1-73-135-108 | weitere Bilder  |
| Schlegldorf 11 (Standort)     | Kapelle St. Sebastian | Modern wiederaufgebauter Satteldachbau mit Zwiebel-Dachreiter, 1941; mit historischer Ausstattung.                                                                                                  | D-1-73-135-105 | weitere Bilder  |
| Schlegldorf 16 (Standort)     | Kleinbauernhaus       | Ehemaliges Kleinbauernhaus, zweigeschossiger Blockbau mit Flachsatteldach, umlaufender Laube und teilverschalter Giebellaube, Mitte 17. Jahrhundert, Dach später, Wirtschaftsteil ausgebaut.        | D-1-73-135-106 | Kleinbauernhaus |
| Schlegldorf 20 (Standort)     | Kleinbauernhaus       | Flachsatteldachbau mit Blockbau-Obergeschoss, umlaufender Laube und verschaltem Vordach, wohl 1. Hälfte 18. Jahrhundert.                                                                            | D-1-73-135-107 | Kleinbauernhaus |
| Schlegldorf 39 (Standort)     | Bauernhaus            | Ehemaliges Bauernhaus, Flachsatteldachbau mit Blockbau-Obergeschoss, umlaufender Laube und teilverschalter Giebellaube, 18. Jahrhundert.                                                            | D-1-73-135-109 | Bauernhaus      |
| Schlegldorf 41 (Standort)     | Bauernhaus            | Flachsatteldachbau mit Blockbau-Obergeschoss, umlaufender Laube und teilverschalter Giebellaube, im Kern wohl noch 17. Jahrhundert, Dachaufbau später.                                              | D-1-73-135-110 | weitere Bilder  |
| Schlegldorf 43 (Standort)     | Kleinbauernhaus       | Ehemaliges Kleinbauernhaus, Flachsatteldachbau mit Blockbau-Obergeschoss, umlaufender Laube und teilverschalter Giebellaube, Kern 1. Hälfte 18. Jahrhundert, Dachaufbau später.                     | D-1-73-135-111 | Kleinbauernhaus |
| Schlegldorf 69 (Standort)     | Kleinbauernhaus       | Ehemaliges Kleinbauernhaus, Flachsatteldachbau mit Blockbau-Obergeschoss, umlaufender Laube und teilverschalter Giebellaube, 1. Hälfte 18. Jahrhundert, Dachaufbau später.                          | D-1-73-135-112 | Kleinbauernhaus |
| Schlegldorf 83 (Standort)     | Wandbilder            | Zwei Medaillonfresken, Mitte 18. Jahrhundert. | D-1-73-135-114 | weitere Bilder  |
| Schlegldorf 83 (Standort)     | Hofkapelle            | Hexagonaler Zeltdachbau, bezeichnet 1849; mit Ausstattung | D-1-73-135-115 | weitere Bilder  |
| Schlegldorf 85 (Standort)     | Kleinbauernhaus       | Ehemaliges Kleinbauernhaus, Flachsatteldachbau mit Blockbau-Obergeschoss, zweiseitiger Laube und verschaltem Vordach, 1. Hälfte 17. Jahrhundert, Erdgeschoss verändert.                             | D-1-73-135-116 | Kleinbauernhaus |
| Schlegldorf 87 (Standort)     | Bauernhaus            | Ehemaliges Bauernhaus, zweigeschossiger putzgegliederter Flachsatteldachbau mit Eckquaderung, giebelseitigen Lauben, profilierten Pfettenköpfen und bemalter Dachuntersicht, Mitte 19. Jahrhundert. | D-1-73-135-117 | Bauernhaus      |

### Steinbach
| Lage                    | Objekt         | Beschreibung | Akten-Nr.      | Bild           |
| ----------------------- | -------------- | --- | -------------- | -------------- |
| Steinbach 9 (Standort)  | Bauernhaus     | Wohnteil eines Bauernhauses, Flachsatteldachbau mit Blockbau-Obergeschoss, umlaufender Laube und teilverschalter Giebellaube, wohl 1. Hälfte 18. Jahrhundert, Dachaufbau später. | D-1-73-135-121 | weitere Bilder |
| Steinbach 12 (Standort) | Einfirsthof    | Wohnteil eines Einfirsthofes, Flachsatteldachbau mit überstrichenem Blockbau-Obergeschoss, Laube und teilverschalter Giebellaube, 18. Jahrhundert.                               | D-1-73-135-120 | Einfirsthof    |
| Steinbach 17 (Standort) | Handwerkerhaus | Ehemaliges Handwerkerhaus, Flachsatteldachbau mit teilweise verschaltem bzw. geschlämmtem Blockbau-Obergeschoss, Laube und verschaltem Vordach, wohl 1. Hälfte 18. Jahrhundert.  | D-1-73-135-122 | Handwerkerhaus |

### Untermurbach
| Lage                       | Objekt                  | Beschreibung | Akten-Nr.      | Bild                   |
| -------------------------- | ----------------------- | --- | -------------- | ---------------------- |
| Schellenburg 6 (Standort)  | Bauernhaus              | Wohnteil eines Bauernhauses, Flachsatteldachbau mit Blockbau-Obergeschoss, zweiseitiger Laube, verbrettertem Kniestock und teilverschalter Giebellaube, noch 1. Hälfte 17. Jahrhundert. | D-1-73-135-123 | weitere Bilder         |
| Untermurbach 22 (Standort) | Bauernhaus „Draxlbauer“ | Flachsatteldachbau mit Blockbau-Obergeschoss, Laube, durchfenstertem Kniestock und verschaltem Vordach, 2. Hälfte 17. Jahrhundert.                                                      | D-1-73-135-124 | Bauernhaus„Draxlbauer“ |

### Vorderriß
| Lage                    | Objekt              | Beschreibung | Akten-Nr.               | Bild                |
| ----------------------- | ------------------- | --- | ----------------------- | ------------------- |
| Vorderriß 6 (Standort)  | Ehemalige Mühle     | Zweigeschossiger Steildachbau mit barocker Fassadenmalerei und verschaltem Vordach, 1794, Fresken von Franz Karner bezeichnet 1794, ehemaliger östlicher Wirtschafteil modern ersetzt.                                          | D-1-73-135-126          | Ehemalige Mühle     |
| Vorderriß 11 (Standort) | Königskapelle       | Neugotischer Saalbau über kreuzförmigem Grundriss mit Dachreiter, im Auftrag König Ludwigs II., 1866, über älterem Kern; mit Ausstattung                                                                                        | D-1-73-135-127 Wikidata | weitere Bilder      |
| Vorderriß 11 (Standort) | Forsthaus Vorderriß | Satteldachbau mit verschaltem Obergeschoss und Kniestock sowie angeschlossenem Wirtschaftsteil unter einem First, um Mitte 19. Jahrhundert.                                                                                     | D-1-73-135-125          | Forsthaus Vorderriß |
| Vorderriß 13 (Standort) | Jagdhaus            | Ehemaliges Jagdgehilfenhaus, langgestreckter Satteldachbau mit verbrettertem und durchfenstertem Kniestock, nach 1850; ehemaliger Eiskeller bzw. Waschhaus, kleiner Satteldachbau, nach 1850.                                   | D-1-73-135-158          | Jagdhaus            |
| Vorderriß 15 (Standort) | Jagdhaus            | Ehemaliges Jagdhaus, jetzt Forstdienststelle, Flachsatteldachbau mit verschaltem Fachwerk-Obergeschoss, Kniestock und Balkons, errichtet unter König Maximilian II., um Mitte 19. Jahrhundert durch König Ludwig II. ausgebaut. | D-1-73-135-159          | Jagdhaus            |

### Wasenstein
| Lage                                                                           | Objekt                 | Beschreibung | Akten-Nr.                | Bild                   |
| ------------------------------------------------------------------------------ | ---------------------- | --- | ------------------------ | ---------------------- |
| Nähe Gebirgsjägerstraße; Gebirgsjägerstraße 15; Nähe Luitpolderhöfe (Standort) | Prinz-Heinrich-Kaserne | Ehemalige Gebirgsjägerkaserne, nahezu rechteckige, im Kern symmetrisch um den Exerzierplatz gruppierte Anlage am westlichen Ufer der Isarauen, in streng reduzierten Formen des alpenländischen Heimatstils, Heeresbauverwaltung mit Bruno Biehler und Karl Erdmannsdorffer, 1935–36; ehemaliges Verwaltungsgebäude, dreigeschossiger, langgestreckter Satteldachbau mit südlicher, eingeschossiger Vorhalle; vier ehemalige Mannschaftsunterkünfte, U-förmige, zwei- bzw. dreigeschossige Massivbauten mit Satteldach; ehemaliger Kantinenbau, dreigeschossiger, verputzter Walmdachbau; ehemaliges Schulungsgebäude, dreigeschossiger, verputzter Walmdachbau; Verwaltungsgebäude, Mannschaftsunterkünfte, Schulungs- und Kantinenbau sämtlich mit Wandfresken im Stile der oberbayerischen Lüftlmalerei; ehemalige Mulistallungen, zweigeschossiger Bau mit massivem Erdgeschoss und Bundwerkobergeschoss; ehemalige Raufutterscheune, großer eingeschossiger Massivbau mit hohem Kniestock und Bundwerkobergeschoss; ehemalige Waffenmeisterei, eingeschossiger Satteldachbau mit Oberlicht; ehemalige Exerzierhalle, großer, eingeschossiger Satteldachbau; ehemaliges Offizierskasino, Walmdachbau mit flankierenden Treppentürmen mit Zwiebelhaube und nördlichem Anbau; Landhaus, dann Kommandantenwohnhaus, zweigeschossiger Satteldachbau mit holzverschaltem Obergeschoss, 1934; mit Einfriedung. | D-1-73-135-213           | weitere Bilder         |
| Nähe Gebirgsjägerstraße (Standort)                                             | Prinz-Heinrich-Kaserne | Adlerskulptur auf hohem Sockel (transloziert); | D-1-73-135-213 zugehörig | Prinz-Heinrich-Kaserne |
| Wasenstein 8 (Standort)                                                        | Bauernhaus             | Flachsatteldachbau mit Blockbau-Obergeschoss, umlaufender Laube und Giebellaube, 18. Jahrhundert, Dachaufbau später. | D-1-73-135-128           | Bauernhaus             |

### Wegscheid
| Lage                                | Objekt                         | Beschreibung | Akten-Nr.      | Bild                           |
| ----------------------------------- | ------------------------------ | --- | -------------- | ------------------------------ |
| Auweg 6 (Standort)                  | Kleinbauernhaus „Gerbl“        | Ehemaliges Kleinbauernhaus, Flachsatteldachbau mit überstrichenem Blockbau-Obergeschoss, zweiseitiger Laube und verschaltem Vordach, Kern 1. Hälfte 18. Jahrhundert.                                            | D-1-73-135-130 | Kleinbauernhaus „Gerbl“        |
| Griesweg 1 (Standort)               | Kleinhaus „Waltl“              | Zweigeschossiger Blockbau mit Flachsatteldach, Massivteilen, zweiseitiger Laube und verschaltem Vordach, 1. Hälfte 17. Jahrhundert.                                                                             | D-1-73-135-131 | Kleinhaus „Waltl“              |
| Griesweg 10 (Standort)              | Hauskreuz                      | Barocker gefasster Holzkruzifix mit Muttergottes, wohl frühes 18. Jahrhundert. | D-1-73-135-162 | Hauskreuz                      |
| Jachenauer Straße 5 (Standort)      | Kleinbauernhaus „Adam“         | Ehemaliges Kleinbauernhaus, Flachsatteldachbau mit Blockbau-Obergeschoss, umlaufender Laube und verschaltem Vordach, 1. Hälfte 18. Jahrhundert.                                                                 | D-1-73-135-132 | Kleinbauernhaus „Adam“         |
| Jachenauer Straße 9 (Standort)      | Bauernhaus „Schmick“           | zweigeschossiger Flachsatteldachbau mit Kniestock, Giebellaube und profilierten Pfettenköpfen, bezeichnet 1843.                                                                                                 | D-1-73-135-133 | Bauernhaus „Schmick“           |
| Jachenauer Straße 12 (Standort)     | Kleinhaus                      | Satteldachbau mit Blockbau-Obergeschoss, zweiseitiger Laube und teilverschalter Giebellaube, 2. Hälfte 18. Jahrhundert.                                                                                         | D-1-73-135-134 | Kleinhaus                      |
| Jachenauer Straße 16 (Standort)     | Kleinbauernhaus „Wiham“        | Flachsatteldachbau mit Blockbau-Obergeschoss, umlaufender Laube und teilverschalter Giebellaube, im Kern 17./18. Jahrhundert, Dachaufbau später.                                                                | D-1-73-135-135 | Kleinbauernhaus „Wiham“        |
| Jachenauer Straße 19 (Standort)     | Kleinbauernhaus                | Flachsatteldachbau wohl mit verputztem Blockbau-Obergeschoss, Laube und verschaltem Vordach, im Kern 17./18. Jahrhundert.                                                                                       | D-1-73-135-136 | Kleinbauernhaus                |
| Wegscheider Straße 40 (Standort)    | Dreifaltigkeitskapelle         | Steildachbau mit verschaltem Vordach, bezeichnet 1958; mit historischer Ausstattung | D-1-73-135-73  | weitere Bilder                 |
| Jachenauer Straße 61 (Standort)     | Kleinbauernhaus „Kaller“       | Ehemaliges Kleinbauernhaus, zweigeschossiger Blockbau mit Flachsatteldach, Massivteilen, umlaufender Laube und teilverschalter Giebellaube, 1. Hälfte 17. Jahrhundert.                                          | D-1-73-135-137 | Kleinbauernhaus „Kaller“       |
| Jachenauer Straße 69 (Standort)     | Bauernhaus „Weber“             | Flachsatteldachbau mit Blockbau-Obergeschoss, zweiseitiger Laube und verschaltem Vordach, 1. Hälfte 17. Jahrhundert, Dachaufbau später.                                                                         | D-1-73-135-138 | Bauernhaus „Weber“             |
| Jachenauer Straße 80 (Standort)     | Kleinbauernhaus „Oberlanderer“ | Wohnteil eines ehemaligen Kleinbauernhauses, Flachsatteldachbau mit überstrichenem Blockbau-Obergeschoss, umlaufender Bretterlaube und verschaltem Vordach, 18. Jahrhundert.                                    | D-1-73-135-139 | Kleinbauernhaus „Oberlanderer“ |
| Kapellengasse 3 (Standort)          | Kapelle St. Antonius von Padua | Barocker Oktogonalbau mit schmalem dreiseitig geschlossenem Chor und Zwiebel-Dachreiter, 1688, 1948 überarbeitet; mit Ausstattung                                                                               | D-1-73-135-129 | weitere Bilder                 |
| Kapellengasse 16 (Standort)         | Handwerkerhaus „Wiham“         | Ehemaliges Handwerkerhaus, kleiner zweigeschossiger Blockbau mit Flachsatteldach, zweiseitiger Laube und verschaltem Giebel, 1. Hälfte 18. Jahrhundert.                                                         | D-1-73-135-140 | Handwerkerhaus „Wiham“         |
| Kapellengasse 17 a; 17 b (Standort) | Doppelhaus „Langenjackl“       | Kleiner zweigeschossiger Blockbau mit umlaufender Laube, verschaltem Vordach und westseitig verschaltem Giebel über massivem Erdgeschoss, 1. Hälfte 17. Jahrhundert, Westteil 18./19. Jahrhundert, restauriert. | D-1-73-135-141 | Doppelhaus „Langenjackl“       |
| Kapellengasse 21 (Standort)         | Kleinbauernhaus „Gufler“       | Ehemaliges Kleinbauernhaus, Flachsatteldachbau mit Blockbau-Obergeschoss, umlaufender Laube und teilverschalter Giebellaube, 17./18. Jahrhundert.                                                               | D-1-73-135-142 | Kleinbauernhaus „Gufler“       |
| Schulweg 2 (Standort)               | Kleinbauernhaus                | Ehemaliges Kleinbauernhaus, zweigeschossiger Blockbau mit Flachsatteldach, umlaufender Laube und verschaltem Vordach, 1. Hälfte 18. Jahrhundert.                                                                | D-1-73-135-143 | Kleinbauernhaus                |

### Winkl
| Lage                | Objekt                   | Beschreibung | Akten-Nr.      | Bild                     |
| ------------------- | ------------------------ | --- | -------------- | ------------------------ |
| Winkl 1 (Standort)  | Bauernhaus „Lindlsteffl“ | Ehemaliges Bauernhaus, Flachsatteldachbau mit Blockbau-Obergeschoss, zweiseitiger Laube, Kniestock und verschaltem Vordach, im Kern Ende 16. Jahrhundert.                                            | D-1-73-135-144 | Bauernhaus „Lindlsteffl“ |
| Winkl 5 (Standort)  | Bauernhaus „Schmick“     | Ehemaliges Bauernhaus, zweigeschossiger Blockbau mit umlaufender Laube und verschaltem Vordach, angeblich 1666.                                                                                      | D-1-73-135-145 | weitere Bilder           |
| Winkl 27 (Standort) | Kapelle                  | Dreiseitig geschlossener Satteldachbau mit Giebelreiter, 1951 als Kriegergedächtnisstätte errichtet; mit historischer Ausstattung.                                                                   | D-1-73-135-146 | weitere Bilder           |
| Winkl 33 (Standort) | Bauernhaus „Feichtn“     | Wohnteil eines Bauernhauses, breit gelagerter Flachsatteldachbau mit Blockbau-Obergeschoss, umlaufender Laube und teilverschalter Giebellaube, 2. Hälfte 18. Jahrhundert.                            | D-1-73-135-147 | weitere Bilder           |
| Winkl 35 (Standort) | Bauernhaus „Altanderl“   | Wohnteil eines Bauernhauses, Flachsatteldachbau mit Blockbau-Obergeschoss, umlaufender Laube, Kniestock, teilverschalter Giebellaube und Glockenstuhl, 2. Hälfte 18. Jahrhundert, Dachaufbau später. | D-1-73-135-148 | Bauernhaus „Altanderl“   |

### Weitere Ortsteile
| Lage                                 | Objekt                      | Beschreibung | Akten-Nr.      | Bild                       |
| ------------------------------------ | --------------------------- | --- | -------------- | -------------------------- |
| Almbach Almbach 9 (Standort)         | Isarwinkler Bauernhaus      | Flachsatteldachbau mit Blockbau-Obergeschoss, umlaufender Laube und verschaltem Vordach, letztes Viertel 18. Jahrhundert.                                                    | D-1-73-135-39  | Isarwinkler Bauernhaus     |
| Hohenreuth Hohenreuth 9 (Standort)   | Bauernhaus „Liendl“         | Wohnteil eines Bauernhauses, Flachsatteldachbau mit Blockbau-Obergeschoss, umlaufender Laube und teilverschalter Giebellaube, Ende 18. Jahrhundert.                          | D-1-73-135-81  | Bauernhaus „Liendl“        |
| Holz Holz 3 (Standort)               | Bauernhaus „Steffelbauer“   | Wohnteil eines Bauernhauses, Flachsatteldachbau mit Blockbau-Obergeschoss, umlaufender Laube und teilverschalter Giebellaube, 1. Hälfte 18. Jahrhundert.                     | D-1-73-135-82  | Bauernhaus „Steffelbauer“  |
| Klaffenbach Klaffenbach 1 (Standort) | Bauernhaus „Brosl“          | Flachsatteldachbau mit Blockbau-Obergeschoss, umlaufender Laube und teilverschalter Giebellaube, Kern 1. Hälfte 18. Jahrhundert.                                             | D-1-73-135-84  | Bauernhaus „Brosl“         |
| Kranzer Kranzer 2 (Standort)         | Ehemaliges Kleinbauernhaus  | Flachsatteldachbau mit Blockbau-Obergeschoss, zweiseitiger Laube und verschaltem Vordach, wohl 1. Hälfte 18. Jahrhundert.                                                    | D-1-73-135-86  | Ehemaliges Kleinbauernhaus |
| Letten Letten 3 (Standort)           | Weilerkapelle des „Lettner“ | Satteldachbau mit Zwiebel-Dachreiter, 1875; mit Ausstattung | D-1-73-135-87  | weitere Bilder             |
| Obermurbach Obermurbach 2 (Standort) | Bauernhaus „Klasenbauer“    | Wohnteil eines Bauernhauses, Flachsatteldachbau mit Blockbau-Obergeschoss, umlaufender Laube und teilverschalter Giebellaube, 17./18. Jahrhundert, Dachaufbau später.        | D-1-73-135-99  | Bauernhaus „Klasenbauer“   |
| Seiboldhöfe Seiboldhöfe 5 (Standort) | Bauernhaus                  | Wohnteil eines Bauernhauses, Flachsatteldachbau mit Blockbau-Obergeschoss, Kniestock, umlaufender Laube und teilverschalter Giebellaube, bezeichnet 1618, Dachaufbau später. | D-1-73-135-119 | Bauernhaus                 |

### Almen und Jagdhütten
| Lage                                              | Objekt                              | Beschreibung | Akten-Nr.                | Bild                                                                                             |
| ------------------------------------------------- | ----------------------------------- | --- | ------------------------ | ------------------------------------------------------------------------------------------------ |
| Ampertalalm (Standort)                            | Almhütte „Aschenlocher“             | Erdgeschossiger teilweise verschindelter Blockbau über Bruchsteinsockel mit Flachsatteldach, Ende 19. Jahrhundert. | D-1-73-135-164           | BW                                                                                               |
| Ampertalalm (Standort)                            | Almhütte „Asenbauer“                | Erdgeschossiger südseitig verschindelter Blockbau mit Satteldach, bezeichnet 1887. | D-1-73-135-163           | BW                                                                                               |
| Blaickenberg (Standort)                           | Klasenfilzalm                       | Almhütte, erdgeschossiger Blockbau mit Flachsatteldach und Laube über hohem Bruchstein-Sockel-Stall, Mitte 18. Jahrhundert; Feldstadel, erdgeschossiger Blockbau mit Satteldach und Kniestock, 18./19. Jahrhundert. | D-1-73-135-175           | BW                                                                                               |
| Brauneckalm (Standort)                            | Almhütte „Streidlbauer“             | Almhütte, erdgeschossiger verputzter Bruchsteinbau mit verbrettertem Kniestock, einhüftigem Flachsatteldach und Sterntür, 18./19. Jahrhundert; ehemalige Almhütte, dann Kuhstall, erdgeschossiger teilweise verbretterter Blockbau auf hohem Bruchsteinsockel mit Flachsatteldach, 18./19. Jahrhundert.                                            | D-1-73-135-165           | [[Vorlage:Bilderwunsch/code!/C:47.66147,11.52707!/D:Brauneckalm, Almhütte „Streidlbauer“!/\|BW]] |
| Demelhochleger (Standort)                         | Demelbauer                          | Almhütte, erdgeschossiger verputzt und geschlämmter Bruchsteinbau mit Flachsatteldach, Blockbau-Kniestock bzw. Giebel, 18. Jahrhundert. | D-1-73-135-168           | Demelbauer                                                                                       |
| Demelniederleger (Standort)                       | Demelbauer                          | Zwiehof; Almhütte, Flachsatteldach-Blockaufsatz über Bruchstein-Erdgeschoss mit traufseitiger Laube, bezeichnet 1791 und 1792; ehemalige Almhütte, zum Eham, jetzt Stall, Flachsatteldach-Blockbau über Bruchsteinsockel, 18. Jahrhundert, Votivbild bezeichnet 1949; Baumreihe, Almanger einfassender Eschenhag.                                  | D-1-73-135-166           | weitere Bilder                                                                                   |
| Demelniederleger (Standort)                       | Demelbauer                          | Stall, östlich mit Durchfahrt tandemartig angesetzter Blockbau über Bruchsteinsockel, bezeichnet 1789. | D-1-73-135-166 zugehörig | weitere Bilder                                                                                   |
| Düftalm (Standort)                                | Almhütte „Vorderschömer“            | Zwiehof; erdgeschossiger verputzt und geschlämmter Bruchsteinbau mit Flachsatteldach, Kniestock und Lüftlbild, wohl 1876; Stall, erdgeschossiger Blockbau über hohem Bruchsteinsockel mit verbrettertem Südgiebel, wohl 1876. | D-1-73-135-170           | BW                                                                                               |
| Finstermünzalm (Standort)                         | Almhütte „Irgenbauer“               | Oberste Hütte der Finstermünzalm, erdgeschossiger verschindelter Flachsatteldachbau über Bruchsteinsockel mit giebelseitig weit vorkragendem Dach, 1885 neu gebaut. | D-1-73-135-171           | BW                                                                                               |
| Grasberger Hochalm (Standort)                     | Almhütte „Zum Gopper“               | Grasbergalm, Hochleger, erdgeschossiger Blockbau über verputztem Steinsockel mit vorgezogenem Flattelsatteldach, spätes 18. Jahrhundert. | D-1-73-135-173           | Almhütte „Zum Gopper“                                                                            |
| Griesmann - Hochleger, Grammersbergalm (Standort) | Almhütte „Moignbauer“               | Erdgeschossiger teilweise verbretterter Blockbau mit weit vorkragendem Flachsatteldach, bezeichnet 1925, Kernsubstanz wohl Ende 18. Jahrhundert. | D-1-73-135-172           | BW                                                                                               |
| Griesmann - Niederleger (Standort)                | Almhütte „Moignbauer“               | Erdgeschossiger. langgestreckter Blockbau über Bruchstein- bzw. Betonsockel mit weit vorkragendem Flachsatteldach, und hölzernen Zierdetails, bezeichnet 1920. | D-1-73-135-177           | BW                                                                                               |
| Hauserbauernalm (Standort)                        | Almhütte „Hauserbauer“              | Erdgeschossiger verputzter Bruchsteinbau mit hohem Blockbau-Kniestock, Flachsatteldach und Mittertenne, 18. Jahrhundert. | D-1-73-135-174           | BW                                                                                               |
| Hoher (Standort)                                  | Leininghütte                        | Jagdhütte, erdgeschossiger unverputzter Bruchsteinbau mit Flachsatteldach, um 1850. | D-1-73-135-161           | Leininghütte                                                                                     |
| Kotalm (Standort)                                 | Almhütte „Kreinbauer“               | Rundum verschindelter Satteldachbau über hohem Bruchsteinsockel mit gemauertem Austritt und zweiseitigen Treppenaufgang, bezeichnet 1910. | D-1-73-135-176           | BW                                                                                               |
| Längentalalm (Standort)                           | Hintere Längentalalm                | Almhütte, bruchsteinerner Flachsatteldachbau mit Blockbau-Obergeschoss, Längsstall und Mittertenne, wohl 18. Jahrhundert. | D-1-73-135-179           | Hintere Längentalalm                                                                             |
| Längentalalm (Standort)                           | Wegkapelle                          | Offener gemauerter Satteldachbau, wohl 18. Jahrhundert; mit Ausstattung. | D-1-73-135-180           | Wegkapelle                                                                                       |
| Lerchkogel - Hochleger (Standort)                 | Almhütte „Zum Grundner“             | Erdgeschossiger teils verschindelter Blockbau über Bruchsteinsockel mit Flachsatteldach, 18./19. Jahrhundert. | D-1-73-135-186           | BW                                                                                               |
| Lerchkogel - Hochleger (Standort)                 | Almhütte „Zum Kohlhauf“             | Erdgeschossiger verputzt und geschlämmter Bruchsteinbau mit Flachsatteldach, verschindelten Blockbauteilen und Giebel, wohl 18. Jahrhundert. | D-1-73-135-187           | BW                                                                                               |
| Lerchkogel - Hochleger (Standort)                 | Almhütte „Zum Eberwein“             | Erdgeschossiger geschlämmter Bruchsteinbau mit Flachsatteldach, 17./18. Jahrhundert, Firstpfette bezeichnet 1898. | D-1-73-135-188           | BW                                                                                               |
| Lerchkogel - Niederleger (Standort)               | Kapelle                             | Verputzter Bruchsteinbau mit Satteldach, 1814; mit Ausstattung. | D-1-73-135-185           | BW                                                                                               |
| Lerchkogel - Niederleger (Standort)               | Almhütte „Zum Grundner“             | Erdgeschossiger teils verschindelter Blockbau über Bruchsteinsockel mit Legschindeldach, frühes 19. Jahrhundert. | D-1-73-135-182           | BW                                                                                               |
| Lerchkogel - Niederleger (Standort)               | Almhütte „Zum Kohlhauf“             | An Berg gelehnter Bruchsteinbau mit verschindelten Blockbau-Obergeschossteilen und Flachsatteldach, bezeichnet 1847. | D-1-73-135-183           | BW                                                                                               |
| Lerchkogel - Niederleger (Standort)               | Almhütte „Zum Steinbeck“            | Erdgeschossiger teils verschindelter Blockbau mit Flachsatteldach, 18./19. Jahrhundert. | D-1-73-135-184           | BW                                                                                               |
| Lerchkogel - Niederleger (Standort)               | Almhütte „Zum Schömer“              | Erdgeschossiger teils verschindelter Blockbau mit verbrettertem Giebelfeld und Flachsatteldach, bezeichnet 1801, 1958 Dach aufgesteilt. | D-1-73-135-181           | BW                                                                                               |
| Lerchkogel – Niederleger, Weiße Hütte (Standort)  | Almhütte „Zum Weißen“               | Zwiehof; erdgeschossiger teils verschindelter bzw. verbretterter Blockbau mit Flachsatteldach, bezeichnet 1720; Kälberstall, erdgeschossiger tandemartig angeschobener Blockbau mit Flachsatteldach, bezeichnet 1779. | D-1-73-135-212           | BW                                                                                               |
| Ludernalm (Standort)                              | Almhütte „Zum Eham“                 | Erdgeschossiger Blockbau mit Flachsatteldach und traufseitig angebautem Kälberstall in Rundholzbauweise, wohl 3. Viertel 19. Jahrhundert. | D-1-73-135-189           | BW                                                                                               |
| Moosenalm (Standort)                              | Almhütte „Zum Jaud“                 | Erdgeschossiger verschindelter Blockbau über Bruchsteinsockel mit Flachsatteldach, 18./19. Jahrhundert; Einfriedung, Klaubstein-Einfriedungswälle des Almangers. | D-1-73-135-190           | BW                                                                                               |
| Moosenalm (Standort)                              | Almhütte „Moarbauer“                | Erdgeschossiger rückseitig verbretterter Blockbau über Bruchsteinsockel mit Satteldach, 1925. | D-1-73-135-191           | BW                                                                                               |
| Mooslahneralm (Standort)                          | Almhütte „Zum Schaurer“             | Flachsatteldachbau mit Blockbau-Obergeschoss über Bruchstein-Stallgeschoss und Giebellaube, 1. Hälfte 18. Jahrhundert, Umbau Mitte 19. Jahrhundert, Firstpfette bezeichnet 1840. | D-1-73-135-192           | BW                                                                                               |
| Mühltalalm (Standort)                             | Almhütte                            | Unverputzter Bruchsteinbau über hohem Sockel mit Flachsatteldach, um 1870. | D-1-73-135-193           | BW                                                                                               |
| Niederbachl (Standort)                            | Jagdhütte Maxruh                    | Ehemalige Jagdhütte, erdgeschossiger verschindelter Blockbau mit Flachsatteldach, 1845–47; ehemaliges Gesindehaus, erdgeschossiger verschindelter Blockbau mit Satteldach, 1845–47; durch König Maximilian II. erbaut. | D-1-73-135-160           | BW                                                                                               |
| Rauhalm (Standort)                                | Almhütte „Herrnbauer“               | Erdgeschossiger verschindelter Blockbau über verputztem Bruchsteinsockel mit Satteldach, bezeichnet 1922. | D-1-73-135-198           | Almhütte „Herrnbauer“                                                                            |
| Rauhalm (Standort)                                | Almhütte „Zum Oswald“               | Erdgeschossiger verschindelter Blockbau über Bruchsteinsockel mit Satteldach, bezeichnet 1880. | D-1-73-135-196           | BW                                                                                               |
| Rauhalm (Standort)                                | Almhütte „Zum Steinhauser“          | Zwiehof; erdgeschossiger verschindelter Blockbau über Bruchsteinsockel mit Satteldach, um 1880/90; Jungviehstall, verschindelter und verbretterter Blockbau über Bruchsteinsockel mit Satteldach, um 1880/90. | D-1-73-135-194           | BW                                                                                               |
| Rauhalm (Standort)                                | Almhütte „Zum Christof“             | Erdgeschossiger teils verschindelt bzw. verbretterter Blockbau über verputztem Bruchsteinsockel mit Flachsatteldach, wohl noch 2. Hälfte 18. Jahrhundert, um 1900 verändert. | D-1-73-135-195           | BW                                                                                               |
| Rauhalm (Standort)                                | Kapelle und Kriegergedächtnisstätte | Verschalter Holzbau mit Satteldach, 1947; mit Ausstattung. | D-1-73-135-197           | BW                                                                                               |
| Röhrlmoosalm (Standort)                           | Kapelle                             | Unverputzter Steildachbau mit verbrettertem Vordach, 1961; mit historischer Ausstattung; bei der Röhrlmoosalm. | D-1-73-135-85            | weitere Bilder                                                                                   |
| Roßsteinalm (Standort)                            | Almhütte „Zum Altanderl“            | Erdgeschossiger teils verputzter und verbretterter Bruchsteinbau mit Flachsatteldach, 18./19. Jahrhundert. | D-1-73-135-202           | BW                                                                                               |
| Roßsteinalm (Standort)                            | Almhütte „Zum Oberjäger“            | Erdgeschossiger westseitig verputzter Bruchsteinbau mit Flachsatteldach, Mitte 18. Jahrhundert, bezeichnet 1799. | D-1-73-135-200           | BW                                                                                               |
| Roßsteinalm (Standort)                            | Almhütte „Steffelbauer“             | Zweigeschossiger teils verputzter Bruchsteinbau mit verschindeltem Blockbau-Obergeschoss und Flachsatteldach, 2. Hälfte 18. Jahrhundert. | D-1-73-135-201           | BW                                                                                               |
| Roßsteinalm (Standort)                            | Almhütte „Lasslbauer“               | Erdgeschossiger Flachsatteldach-Bruchsteinbau mit teils verschindelten Blockbauteilen und steilerem hakenförmigem Erweiterungsbau über Bruchsteinsockel, bezeichnet 1755, Anbau bezeichnet 1932. | D-1-73-135-199           | BW                                                                                               |
| Seekaralm 1 (Standort)                            | Stallgebäude                        | Langgezogener Bruchsteinbau mit Flachsatteldach und verbrettertem Kniestock, um 1858. | D-1-73-135-203           | BW                                                                                               |
| Stickelalm (Standort)                             | Almhütte                            | Zwiehof; kurzer dünn verputzter Bruchsteinbau mit Flachsatteldach und Kniestock, um 1870; Stall, langgestreckter dünn verputzter Bruchsteinbau mit Flachsatteldach und Segmentbogenfenstern, um 1870. | D-1-73-135-204           | BW                                                                                               |
| Vordere Krottenalm (Standort)                     | Almhütte „Vorderschömer“            | Erdgeschossiger verputzter Bruchsteinbau mit Flachsatteldach und Kniestock, 18. Jahrhundert, verändert; Kuhstall, erdgeschossiger teils verschindelter Blockbau über Bruchsteinsockel mit Flachsatteldach und verbrettertem Giebelfeld; 18. Jahrhundert; Rossstall, verschindelter und verbretterter Rundholzblockbau, 18. Jahrhundert, verändert. | D-1-73-135-178           | BW                                                                                               |

### Grenzsteine und Wegkreuze in der Flur
| Lage                              | Objekt                      | Beschreibung | Akten-Nr.                | Bild                        |
| --------------------------------- | --------------------------- | --- | ------------------------ | --------------------------- |
| Am Hirschbach (Standort)          | Wegkreuz                    | Gefasstes Holzkruzifix mit Schriftmedaillons am Wettermantel, 18./19. Jahrhundert | D-1-73-135-205           | BW                          |
| Demelhochgläger (Standort)        | Grenzstein Nr. 209          | Markierungsstein mit gefassten Wappenreliefs, bezeichnet 1557; an der Landesgrenze Bayern-Tirol. | D-1-73-135-169           | Grenzstein Nr. 209          |
| Demelniedergläger (Standort)      | Grenzsteine                 | Nebenmarkiersteine Bayern-Tirol, Folge von Setzsteinen der Nummern 211, 212 und 213, bezeichnet 1844. | D-1-73-135-167           | BW                          |
| Lerchkogel - Hochleger (Standort) | Grenzstein                  | Almhütte „Zum Grundner“, ehemaliger Grenzstein, Setzstein mit Wappenreliefs, bezeichnet 1670, von der Landesgrenze Bayern-Tirol an die Hütte versetzt. | D-1-73-135-186 zugehörig | BW                          |
| Hennenkopf/Probstalm (Standort)   | Grenzsteine und Felsmarchen | Grenzsteine und Felsmarchen zur Markierung der Grenze von Kloster Benediktbeuern mit dem Landgericht Tölz, 15./18. Jh.; Steine und Felsen unterschiedlicher Größe, gesetzte Grenzsteine aus Kalkstein oder Buntsandstein oder in anstehenden Felsen eingearbeitete Felsmarchen, mit eingemeißelten und farbig gefassten Markierungen: Hoheitszeichen mit Hebscheidt des Landgerichts Tölz und gekreuztem Abtstab des Klosters Benediktbeuern, bezeichnet 1584, 1653, 1720 und 1772.         | D-1-73-131-60 Wikidata   | Grenzsteine und Felsmarchen |
| Langeneck/Hochtal (Standort)      | Grenzsteine und Felsmarchen | Grenzsteine und Felsmarchen zur Markierung der Grenze von Kloster Benediktbeuern mit dem Landgericht Tölz, 15./18. Jahrhundert; Steine und Felsen unterschiedlicher Größe, gesetzte Grenzsteine aus Kalkstein oder Buntsandstein oder in anstehenden Felsen eingearbeitete Felsmarchen, mit eingemeißelten und farbig gefassten Markierungen: Hoheitszeichen mit Hebscheidt des Landgerichts Tölz und gekreuztem Abtstab des Klosters Benediktbeuern, bezeichnet 1584, 1653, 1720 und 1772. | D-1-73-131-61 Wikidata   | Grenzsteine und Felsmarchen |

## Ehemalige Baudenkmäler
In diesem Abschnitt sind Objekte aufgeführt, die früher einmal in der Denkmalliste eingetragen waren, jetzt aber nicht mehr. Objekte, die in anderem Zusammenhang – also z. B. als Teil eines Baudenkmals – weiter eingetragen sind, sollen hier nicht aufgeführt werden. Aktennummern in diesem Abschnitt sind ehemalige, jetzt nicht mehr gültige Aktennummern.

| Lage                                                                                  | Objekt          | Beschreibung | Akten-Nr.      | Bild     |
| ------------------------------------------------------------------------------------- | --------------- | --- | -------------- | -------- |
| Fall Nähe Fall, an der B307, gegenüber Einmündung Ludwig-Ganghofer-Straße. (Standort) | Wegkreuz        | |                | Wegkreuz |
| Fall Nähe Fall, an der B307, östlich der Sylvensteinbrücke. (Standort)                | Wegkreuz        | |                | Wegkreuz |
| Gilgenhöfe 20 (Standort)                                                              | Beim Demel      | Bauernhaus, zweigeschossiger Flachsatteldachbau mit Balusterlauben, Giebelluken und Traufseitlaube am Wirtschaftsteil, bezeichnet 1814.                          | D-1-73-135-70  | BW       |
| Schlegldorf Schlegldorf 88 (Standort)                                                 | Kleinbauernhaus | Ehemaliges Kleinbauernhaus, Flachsatteldachbau mit Blockbau-Obergeschoss, zweiseitiger Laube und teilverschalter Giebellaube, im Kern 1. Hälfte 17. Jahrhundert. | D-1-73-135-118 | BW       |